# Янтины
Янтины (лат. Janthina) — род морских брюхоногих моллюсков из семейства Epitoniidae.

## Описание
Раковины относительно небольшие, длиной 20—40 мм, хрупкие, шаровидно-кубаревидной формы. Раковина тонкая, без крышечки и без эпидермы. Скульптура раковин образована только осевыми линиями роста. Устье широкое, неправильной формы, с отогнутой нижней частью внутренней губы. Окраска раковин варьирует от ярко-фиолетовой до сиреневой.
Голова моллюска удлиненная в виде короткого хобота. Ротовое отверстие без челюстей, с радулой, содержащей многочисленные зубы. Глаза сидячие или незаметны. Жабры перистые. Нога состоит из двух частей: передней — трубчатой из-за загибания краёв, в которой происходит окружение пузырьков атмосферного воздуха слизистым секретом и их прикрепление к «поплавку» увеличения его; и задней части, к которой прикрепляется стержень поплавка.
Моллюски раздельнополые. Копулятивные органы отсутствуют. Частично размножаются яйцами. При этом яйцевые капсулы прикрепляются на нижней стороне поплавка. Частично рождают живых детенышей. У зародышей наблюдается крышечка раковины, которая покрыта мерцательными волосками, парус (velum) и большие пигментированные глаза.

## Ареал

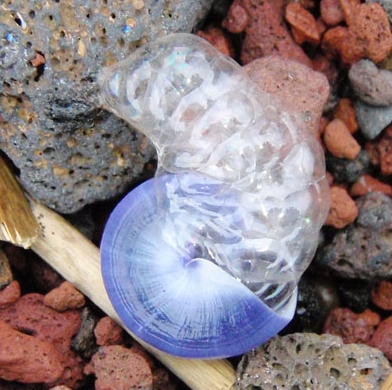
Янтина, выброшенная на сушу. В море моллюск плавает, пользуясь плотиком, созданным из пузырьков, склеенных специальным секретом

Пелагические моллюски, живут на поверхности открытого моря над большими глубинами. Широко распространены в тропических и субтропических областях Мирового океана, включая Атлантический океан, Индийский океан и Тихий океан. От Австралии до Средиземного и Красного моря, Папуа-Новой Гвинеи, а также на побережье Гавайев. Захваченные течениями, они периодически выносятся в холодные районы океана вплоть до берегов Ирландии, Японии. Также во время шторма раковины часто выносит на побережья.

## Биология
Моллюски обычно дрейфуют по волнам при помощи прочного губчатого «плотика-поплавка», который создается моллюском из вязкой слизи и пузырьков воздуха и имеющего вследствие взаимного давления многоугольную форму. Поплавок оканчивается суженным стебельком, который прикрепляется к ноге моллюска. Плавает вниз головой.
Моллюски питаются обитающими на поверхности воды сифонофорами, медузами рода Velella и другими пелагическими беспозвоночными.
В случае опасности, при раздражении испускают из жаберной полости фиолетовую жидкость в качестве «дымовой завесы».

## Виды
Род включает следующие виды:
- Janthina exigua (Lamarck, 1816)
- Janthina janthina (Linnaeus, 1758)
- Janthina pallida (W. Thompson, 1840)
- Janthina globosa (Swainson, 1822)
- Janthina umbilicata (d’Orbigny, 1841)

## Использование
В 1990-е годы биолог Сол Каплан (англ. Dr. S. W. Kaplan) сумел покрасить веществом янтины, выпускаемым при раздражении, ткань, предварительно протравленную квасцами, хотя крашение и вышло нестойкое. Результаты не были опубликованы в научной литературе.